# Parti social-démocrate majoritaire d'Allemagne
Pour les articles homonymes, voir Parti social-démocrate.
Parti social-démocrate majoritaire d'Allemagne (en allemand : Mehrheitssozialdemokratische Partei Deutschlands) était le nom du Parti social-démocrate d'Allemagne entre 1917 et 1922. 
Cette dénomination a été utilisée pour se détacher des « sociaux-démocrates » indépendants du Parti social-démocrate indépendant d'Allemagne.